# Tillandsia tectorum
Tillandsia tectorum É.Morren, 1877 è una pianta della famiglia delle Bromeliaceae.

## Distribuzione e habitat
È una pianta epifita che cresce sui rilievi andini di Ecuador e Perù.